# 메트로 컨플릭트: 프레스토
《메트로 컨플릭트: 프레스토》(Metro Conflict: Presto)는 레드덕이 개발하고 한게임에서 배급하고 있는 2015년에 출시된 FPS 온라인 게임이다. 매우 빠른 게임성과 액션성을 중시한다.
근미래에 자국의 국력의 강화를 희망하는 U.S.S.(United Security Service 유나이티드 시큐티리 서비스[*], 통합 보안 서비스)와 독립을 희망하는 남부의 P.L.F.(People's Liberation Front 피플스 리베레이션 프론트[*], 인민 해방 전선)의 두 개의 세력으로 나뉜 2020년의 미국을 배경으로 한 시가전투를 중심으로 한다.

## 게임 플레이
게임 방식으로 개인 및 팀 데스매치 폭파미션, 돌격모드와 전멸모드를 지원한다. 양손에 같거나 다른 두개의 소총이나 기관단총을 들고 교전할 수 있는 듀얼 웨폰 시스템을 통해 화력전을 구현할 수 있으며 각자 개성을 나타낼 수 있는 전투 방식을 만들어 낼 수 있다.
같은 개발사의 게임 아바의 병과 체계를 계승하고 있으며, 기존의 돌격요원(아바의 라이플), 수색요원(아바의 포인트맨)과 저격요원(아바의 스나이퍼) 3병과에 추가로 중화기를 다루는 타격요원을 추가하여 4가지의 병과가 있다. 이 4가지의 병과와 게임 중에 올린 성과에 따라 다탄두 미사일의 폭격을 요청하는 화력지원과 체력회복 또는 UAV을 불러들이는 등의 전술 지원(스톰 스킬)이 가능하다. 2차 클로즈 베타 테스트에서는 듀얼 웨폰 시스템과 방패 시스템이 스톰 스킬에 편입되었다. 중국에서의 2차 클로즈 베타 테스트에서는 스프린트가 스톰스킬로 편입되었고 캠페인모드도 할 수 있었다.

## 개발
2008년 10월 레드덕은 전작인 A.V.A.와 마찬가지로 언리얼 엔진 3을 기반으로 새로운 FPS 게임의 개발을 시작하여 초기 작업에 착수 중이라 발표했다. 프로젝트에 참여할 인원을 모집, 채용하고 2009년 1월부터 본격적인 개발을 시작하였다. A.V.A. 2라고도 알려진 《프로젝트 R》에 대해 2010년 7월 15일 디스이즈게임의 기자와의 인터뷰에서 프로토타입의 개발 및 내부 테스트를 끝마치고 온라인 배급을 계약할 배급사에 시연중이며, SF 세계관에 전작과 반대되는 분위기를 가질것이라 밝혔다. 2010년 여름에 공개될 예정이었다.
2009년 11월에 개최된 지스타 2009에 공개할 예정이었으나, 한게임과의 협의가 결렬되어 출품되지 않았다.
드렁큰 타이거의 타이거 JK가 사운드 디자이너이자 홍보 모델로서 게임 개발에 참여하고 있다. 그는 2010년 3월 5일 한게임 익스 2010 컨퍼런스에서 공개된 게임 영상에서 체 게바라로 분장한 인물 벽화로 등장하였으며, 나레이션도 직접한 것으로 알려져 있다. 또한 3월 17일에 게임의 모델로서 계약이 체결되어 차후 시나리오 모드에서 P.L.F.측의 영웅 캐릭터로 등장할 예정이다. 타이거 JK외에도 밀리터리 소설 《데프콘》을 지은 김경진 작가가 시나리오 작가로서 참여하고 있다.
2010년 11월 5일 티저 사이트가 공개되었다.
2011년 8월 22일, NHN 재팬을 통해 일본에서 서비스하는 계약을 체결했다.
대한민국 시간 기준으로 2011년 12월 15일 목요일 ~ 2011년 12월 18일 일요일에 첫 클로즈 베타 테스트가 시행되었다. 메트로 컨플릭트: 프레스토의 등급은 게임물관리위원회의 심의를 거쳐 15세 이용가로 확정되었으며, 지스타 2011에서 받은 지스타 패스코드로 테스트에 신청하더라도 나이 조건이 적합하지 않다면 참여를 할 수 없다.
2차 클로즈 베타 테스트는 2012년 12월 12일 수요일 ~ 2012년 12월 18일 화요일에 시행되었다.
현재 2015년을 기다리라는 티저 사이트가 오픈 되어 2015년 오픈이 점점 확실히 되고 있다.
2015년 6월 13일 트레일러 영상이 발표됐지만. 요즘 FPS라기에는 퀄리티가 다소 떨어진 느낌을 준다
2015년 6월 22일 날 스팀에 첫 출시되었다. 하지만 This game only North America, Europe, Mexico and Brazil can Play(이 게임은 북미, 브라질, 유럽, 멕시코에서만 실행이 가능합니다) 현재 대한민국에서는 할 수가 없다.
2016년 4월 25일, 북미 서비스를 종료했다.

## 같이 보기
- 얼라이언스 오브 발리언트 암스(A.V.A)

## 참조
1. ↑  음마교주 (2010년 3월 5일). “¨메트로 컨플릭트는 화끈하고 쉬운 캐주얼 FPS¨한게임 익스 2010: 레드덕 노승한 PD 인터뷰”. 디스이즈게임. 2013년 4월 1일에 원본 문서에서 보존된 문서. 2010년 12월 16일에 확인함.
2. ↑  김광택 (2008년 11월 3일). “레드덕, 언리얼엔진3 신작 FPS 개발 - 아바의 뒤를 잇는 차세대 FPS, 언리얼 엔진 3 사용”. 디스이즈게임. 2011년 2월 22일에 확인함.[깨진 링크(과거 내용 찾기)]
3. ↑  김광택 (2009년 7월 15일). “레드덕, 언리얼 엔진 3로 SF FPS 개발‘- 아바’ 기술력 계승, 프로토타입까지 완성”. 디스이즈게임. 2011년 2월 28일에 확인함.[깨진 링크(과거 내용 찾기)]
4. ↑  “한게임 FPS <메트로 컨플릭트>, 타이거JK와 모델 계약”. 한게임. 2010년 3월 23일. 2010년 12월 16일에 확인함.[깨진 링크(과거 내용 찾기)]
5. ↑  오의덕 (2010년 11월 15일). “영화같은 스토리, 메트로 컨플릭트”. 인벤. 2010년 12월 16일에 확인함.
6. ↑  정우순 (2011년 8월 22일). “메트로컨플릭트, NHN재팬과 서비스 계약 체결”. 게임조선. 2011년 12월 17일에 확인함.
7. ↑  “메트로 컨플릭트 1차 CBT 테스터 모집”. 한게임. 2011년 12월 5일. 2011년 12월 7일에 확인함.[깨진 링크(과거 내용 찾기)]
8. ↑  “메트로 컨플릭트 CBT 게임 등급 안내”. 한게임. 2011년 12월 5일. 2011년 12월 7일에 확인함.[깨진 링크(과거 내용 찾기)]